# D. J. Stewart Jr.
DeWayne "D. J." Stewart Jr., né le 28 juillet 1999 à Grace (en) dans l'État du Mississippi, est un joueur américain de basket-ball évoluant au poste d'arrière.

## Biographie
Lors de la draft 2021, il n'est pas sélectionné.
Début mars 2022, il signe un contrat two-way en faveur des Spurs de San Antonio.

## Distinctions

### Universitaire
- Second-team All-SEC – Coaches (2021)

## Statistiques

### Universitaires
Les statistiques de D. J. Stewart Jr. en matchs universitaires sont les suivantes :
| * | Meilleure valeur en Division I NCAA |

| Saison    | Équipe            | Matchs   | Titul.   | Min./m   | % Tir    | % 3pts   | % LF     | Rbds/m.  | Pass/m.  | Int/m.   | Ctr/m.   | Pts/m.   |
| --------- | ----------------- | -------- | -------- | -------- | -------- | -------- | -------- | -------- | -------- | -------- | -------- | -------- |
| 2018-2019 | Mississippi State | Redshirt | Redshirt | Redshirt | Redshirt | Redshirt | Redshirt | Redshirt | Redshirt | Redshirt | Redshirt | Redshirt |
| 2019-2020 | Mississippi State | 31       | 17       | 29.6     | .456     | .329     | .700     | 2.5      | 1.6      | 1.0      | .2       | 8.5      |
| 2020-2021 | Mississippi State | 33*      | 33*      | 35.0     | .410     | .344     | .806     | 3.4      | 3.1      | 1.4      | .2       | 16.0     |
| Carrière  | Carrière          | 64       | 50       | 32.4     | .425     | .339     | .772     | 3.0      | 2.4      | 1.2      | .2       | 12.4     |